# OBS Studio
OBS Studio (precedentemente noto come Open Broadcaster Software) è un software libero di screencast. Sviluppato e mantenuto dall'OBS Project, il software open source è utilizzato per live streaming. OBS Studio è disponibile per i sistemi operativi Microsoft Windows, macOS e Linux.

## Caratteristiche
Open Broadcaster Software è una suite software per la registrazione e la trasmissione in diretta. Scritto in C e C++, OBS fornisce diverse funzionalità, tra cui cattura video in tempo reale da sorgenti e dispositivi vari, composizione di scene, codifica, registrazione e trasmissione. La trasmissione dei dati avviene principalmente tramite il protocollo RTMP (Real Time Messaging Protocol), e l'invio può avvenire verso qualsiasi destinazione di supporto RTMP, inclusi molti preset per i siti web in streaming quali Twitch.tv, YouTube e Facebook.
Per la codifica video, OBS è in grado di utilizzare la libreria libera x264, Intel Quick Stync Video, Nvidia NVENC e il motore di codifica video AMD per codificare i flussi video nel formato AVC H.264/MPEG-4 e l'H.265/formato HEVC. L'audio può essere codificato con i codec MP3 o AAC. Gli utenti avanzati possono scegliere qualunque codec e contenitore disponibile in libavcodec/libavformat e di inviare il flusso ad un URL di ffmpeg personalizzato.
Open Broadcaster Software ha un'interfaccia pulita e facile da usare, pur essendo piena di funzioni. L'interfaccia utente principale è organizzata in 5 sezioni: scene, sorgenti, mixer audio, transizioni e controlli. Le scene sono gruppi di fonti quali video, testo e audio dal vivo e registrati. Il pannello del mixer consente all'utente di disattivare l'audio, di regolare il volume tramite i fader virtuali e di applicare gli effetti premendo il simbolo di ruota dentata accanto al pulsante "mute". Il pannello comandi è dotato di opzioni per avviare/arrestare un flusso o una registrazione, di un pulsante per trasformare OBS in modalità Studio più professionale, un pulsante per aprire il menu delle impostazioni e un pulsante per uscire dal programma. La sezione superiore presenta un'anteprima video dal vivo che permette di monitorare e modificare la scena corrente. L'interfaccia utente può essere commutata da tema scuro a quello chiaro a seconda delle preferenze.
In modalità studio ci sono 2 finestre di anteprima di scena: quella sinistra per la modifica e l'anteprima di scene non attive e quella  destra per l'anteprima della scena attiva. Un pulsante di transizione secondario al centro consente di passare alla scena non attiva nella finestra a sinistra.
Open Broadcaster Software supporta una serie di plug-in per estenderne la funzionalità. I plug-in vengono caricati come file DLL di codice nativo,  anche se è disponibile un plug-in wrapper che consente l'hosting di plug-in scritti nel Framework .NET.

## Storia
Open Broadcaster Software partì come piccolo progetto creato da Hugh "Jim" Bailey, ma crebbe rapidamente con l'aiuto di molti collaboratori online che lavorano per migliorare OBS e diffondere le conoscenze sul programma. Nel 2014 è iniziato lo sviluppo di una versione riscritta conosciuta come OBS Multiplatform (successivamente denominata OBS Studio) per il supporto multipiattaforma, un set di funzionalità più approfondito e un'API più potente. A partire dalla versione v18.0.1 di OBS Studio, OBS Classic non è più supportato a causa della quasi uguaglianza di funzionalità del primo rispetto al secondo, anche se il download per Classic è ancora disponibile.